# Frailea curvispina
Frailea curvispina ist eine Pflanzenart in der Gattung Frailea aus der Familie der Kakteengewächse (Cactaceae). Das Artepitheton curvispina leitet sich von den lateinischen Worten curvus für ‚gebogen‘ sowie -spinus für ‚bedornt‘ ab und verweist auf die gebogenen Dornen der Art.

## Beschreibung
Frailea curvispina wächst einzeln oder selten sprossend mit zylindrischen, graugrünen Körpern. Die Körper erreichen bei Durchmessern von 3 Zentimetern Wuchshöhen von bis zu 5 Zentimetern. Die etwa 32 Rippen sind senkrecht angeordnet und in kleine Höcker gegliedert. Die darauf befindlichen ovalen Areolen sind anfangs gelb gefilzt und später kahl. Die Dornen stehen im Scheitel dicht beisammen, sind gebogen und ineinander verwoben. Sie sind dort weiß bis gelblich, unten sind sie gräulich braun. Es ist ein Mitteldorn vorhanden. Die 14 Randdornen sind 4 bis 6 Millimeter lang.
Die gelben Blüten sind bis zu 3 Zentimeter lang und erreichen Durchmesser von bis zu 2,5 Zentimetern. Die Früchte sind mit weißen Haaren und langen braunen Borsten besetzt. Sie sind bis zu 2 Zentimeter lang und weisen Durchmesser von 1 bis 1,5 Zentimetern auf.

## Verbreitung, Systematik und Gefährdung
Frailea curvispina ist in Brasilien im Bundesstaat Rio Grande do Sul verbreitet.
Die Erstbeschreibung wurde 1972 von Albert Frederik Hendrik Buining und Arnold J. Brederoo (1917–1999) veröffentlicht.
In der Roten Liste gefährdeter Arten der IUCN wird die Art als „Endangered (EN)“, d. h. als stark gefährdet geführt.

## Nachweise